# 한혜진 (배우)
한혜진(韓惠䡩, 1981년 10월 27일 ~ )은 대한민국의 배우이며 핑클(이효리 자리) 오디션을 제의받았으나  배우가 되기 위해 고사했다.

## 학력
- 은광여자고등학교 졸업
- 서울예술대학 영화과

## 활동작

### 드라마
- 1996년 KBS2 청춘드라마 《사랑이 꽃피는 계절》
- 2002년 MBC 한일 합작 드라마 《프렌즈》 - 박혜진 역
- 2002년 MBC 수목미니시리즈 《로망스》 - 윤지수 역
- 2002년 MBC 월화미니시리즈 《현정아 사랑해》 - 황주연 역
- 2002년 MBC 월화드라마 《어사 박문수》 - 소화련 역
- 2003년 MBC 일요 로맨스극장 《1%의 어떤 것》 - 유현진 역
- 2003년 MBC 단막극 베스트극장 《내가 사랑하는 너》 - 주홍 역
- 2004년 SBS 월화 특별기획 《2004 인간시장》 - 장연희 역
- 2004년 MBC 창사43주년 특별기획 드라마 《영웅시대》 - 젊은 천태희 역
- 2004년 KBS1 TV소설 《그대는 별》 - 하인경 역
- 2005년 MBC HD 일일연속극 《굳세어라 금순아》 - 나금순 역
- 2006년 MBC 창사45주년 특별기획 드라마 《주몽》 - 소서노 역
- 2008년 SBS 월화드라마 《떼루아》 - 이우주 역
- 2010년 SBS 대기획 《제중원》 - 유석란 역
- 2011년 KBS2 수목드라마 《가시나무새》 - 서정은 역
- 2012년 JTBC 월화드라마 《신드롬》 - 이해조 역
- 2013년 SBS 월화드라마 《따뜻한 말 한마디》 - 나은진 역
- 2016년 SBS 월화드라마 《닥터스》 - 조수지 역 (특별출연)
- 2018년 MBC 수목드라마 《손 꼭 잡고, 지는 석양을 바라보자》 - 남현주 역
- 2020년 tvN 가정의 달 특집 월화드라마 《외출》 - 한정은 역
- 2023년 JTBC 토일드라마 《신성한, 이혼》 - 이서진 역
- 2025년 TV CHOSUN 미니시리즈 《다음생은 없으니까》 - 구주영 역

### 영화
- 2001년 《단편 영화 - 두근두근 쿵쿵》 - 윤미지 역 (주연)
- 2002년 《아 유 레디?》 - 소라 역 (단역)
- 2004년 《달마야, 서울 가자》 - 홍미선 역 (단역)
- 2010년 《용서는 없다》 - 민서영 역 (주연)
- 2012년 《26년》 - 심미진 역 (주연)
- 2012년 《가디언즈》 - 투스 역 (애니메이션 / 한국어목소리 더빙)
- 2014년 《남자가 사랑할 때》 - 주호정 역 (주연)
- 2014년 《봄》 - 여자 전도사 역 (우정출연)

### 시사교양
- tvN 스페셜 다큐멘터리 《코리아 랩소디》 - 한혜진의 서울, 걷다 편
- KBS 《2012 희망로드 대장정》 - 탄자니아 편
- 2023년 KBS1 《다큐 인사이트 - 애린 혹은 우령》 - 내레이션

### 내레이션
- KBS 《다큐멘터리 3일》 - "땅끝 너머 맹골의 여름" 편
- MBC 《스페셜 창사 50주년 특집 다큐》 - "코리아를 아시나요, 공공외교의 현장" 편
- KBS 《2012 희망로드 대장정》 - 탄자니아 편
- MBC 《리우올림픽 특집》 - "박세리 내 생애 최고의 순간" 편
- 2020년 KBS1 5.18민주화운동 40주년 특별기획 《임을 위한 노래》

### 예능, 진행
- 2010년 1월 4일 SBS, 절친노트3 1회, 게스트 출연(공동: 연정훈, 최정원, 김지훈)
- 2011년 7월 18일 ~ 2013년 8월 12일 SBS, 《힐링캠프 기쁘지 아니한가》 - 첫 예능 MC
- 2011년 12월 31일 《KBS연기대상》 ... 전현무, 주원과 공동 진행
- 2013년 2월 2일 KBS, 《세대공감 토요일》 - ’별들의 고향’
- 2013년 3월 10일 SBS, 《런닝맨》 - 136회 ’아홉검의 비밀 프리퀄 편’ 게스트 출연 (공동: 이동욱)
- 2014년 12월 1일 SBS, 《런닝맨》 - 174회 더 넘버 14357 편 게스트 출연 (공동: 이승기, 보라)
- 2016년 8월 26일 ~ 2017년 1월 13일 SBS, 《미운 우리 새끼》 - 신동엽, 서장훈과 공동 진행
- 2018년 7월 11일 SBS 《한끼줍쇼》- 88회
- 2019년 8월 15일 KBS2 3.1운동 100주년 기획 윤동주 콘서트 별 헤는 밤 - 김영철과 공동 진행
- 2020년 OLIVE 《밥블레스유 2》 - 18회
- 2023년 3월 30일 ~  2023년 4월 20일 JTBC 《글로벌 퇴슐랭, 퇴근 후 한 끼》 - 김구라, 샘 해미턴과 공동 진행
- 2023년 6월 29일 SBS 《꼬리에 꼬리를 무는 그날 이야기》- 85회
- 2023년 7월 7일  KBS2 《편스토랑》 183회 박탐희 영상 출연
- 2023년 10월 18일  KBS2 《옥탑방의 문제아들》 247회 게스트
- 2023년 11월 5일 채널A 《성적을 부탁해 티처스》 진행
- 2023년 12월 24일~ 2023년 12월 31일  SBS 《미운 우리 새끼》 스페셜MC
- 2024년 2월 22일 ~ 2024년 2월 29일 SBS 《국민 참견 재판》 MC
- 2024년 6월 1일 SBS 《더 매직스타》 심사위원

## 기타

### 광고
- 옹골진, 풍경채
- SK텔레콤 JUNE
- BBQ
- KFC, 롯데하이마트
- 웅진코웨이, 금강제화, 동양생명, 현대 성우 아파트
- 더데이
- 시세이도 화장품
- 코리아나 화장품
- 더 케이 손해보험 에듀카
- 앤섬
- 사조 해표 순창궁 햅쌀고추장 , 팔도 남자라면, 마임화장품, 대림선어묵, 블랙모어스
- 풀무원 다논 액티비아
- 일동제약 아로나민 씨플러스

### 홍보 대사
- 2007년 3월 서울특별시
- 2007년 5월 월드비전
- 2008년 3월 CGNTV 홍보대사[2]
- 2009년 8월 서울국제초단편영상제

## 수상 및 후보
| 연도 | 시상식                       | 부문                                 | 작품                             | 결과 |
| ---- | ---------------------------- | ------------------------------------ | -------------------------------- | ---- |
| 2004 | MBC 연기대상                 | 여자 신인연기상                      | 영웅시대                         | 후보 |
| 2004 | KBS 연기대상                 | 여자 신인연기상                      | 그대는 별                        | 수상 |
| 2005 | 제41회 백상예술대상          | TV부문 여자 신인연기상               | 굳세어라 금순아                  | 수상 |
| 2005 | 제6회 대한민국 영상대전      | 탤런트부문 포토제닉상                | 굳세어라 금순아                  | 수상 |
| 2005 | MBC 연기대상                 | 대상                                 | 굳세어라 금순아                  | 후보 |
| 2005 | MBC 연기대상                 | 여자 최우수연기상                    | 굳세어라 금순아                  | 수상 |
| 2005 | MBC 연기대상                 | 여자 인기상                          | 굳세어라 금순아                  | 후보 |
| 2005 | MBC 연기대상                 | 베스트 커플상 (with 강지환)          | 굳세어라 금순아                  | 후보 |
| 2006 | MBC 연기대상                 | 대상                                 | 주몽                             | 후보 |
| 2006 | MBC 연기대상                 | 여자 최우수연기상                    | 주몽                             | 수상 |
| 2006 | MBC 연기대상                 | 여자 인기상                          | 주몽                             | 후보 |
| 2006 | MBC 연기대상                 | 베스트 커플상 (with 송일국)          | 주몽                             | 후보 |
| 2007 | 제43회 백상예술대상          | TV부문 여자 최우수연기상             | 주몽                             | 후보 |
| 2007 | 제5회 한국국제보석시계전시회 | 베스트 주얼리 레이디상               | 빈칸                             | 수상 |
| 2008 | SBS 연기대상                 | 특별기획부문 여자 연기상             | 떼루아                           | 후보 |
| 2010 | 제31회 청룡영화상            | 신인여우상                           | 용서는 없다                      | 후보 |
| 2010 | SBS 연기대상                 | 특별기획부문 여자 최우수연기상       | 제중원                           | 후보 |
| 2010 | SBS 연기대상                 | 프로듀서상                           | 제중원                           | 수상 |
| 2011 | SBS 연예대상                 | 예능 MC부문 신인상                   | 힐링캠프, 기쁘지 아니한가        | 수상 |
| 2011 | KBS 연기대상                 | 미니시리즈부문 여자 우수연기상       | 가시나무새                       | 후보 |
| 2011 | KBS 연기대상                 | 여자 인기상                          | 가시나무새                       | 수상 |
| 2011 | KBS 연기대상                 | 여자 네티즌상                        | 가시나무새                       | 후보 |
| 2011 | KBS 연기대상                 | 베스트 커플상 (with 주상욱)          | 가시나무새                       | 후보 |
| 2012 | SBS 2012년도 상반기 프로그램 | 평가심의 특별상                      | 힐링캠프, 기쁘지 아니한가        | 수상 |
| 2012 | 제15회 한국여성민우회        | 푸른미디어상 언어상                  | 힐링캠프, 기쁘지 아니한가        | 수상 |
| 2012 | 제6회 Mnet 20's Choice       | 20's 버라이어티 스타상               | 힐링캠프, 기쁘지 아니한가        | 수상 |
| 2012 | SBS 연예대상                 | 토크쇼부문 우수상                    | 힐링캠프, 기쁘지 아니한가        | 수상 |
| 2013 | 제49회 백상예술대상          | TV부문 여자 예능상                   | 힐링캠프, 기쁘지 아니한가        | 후보 |
| 2014 | SBS 연기대상                 | 드라마스페셜부문 여자 최우수연기상   | 따뜻한 말 한마디                 | 후보 |
| 2018 | MBC 연기대상                 | 수목미니시리즈부문 여자 최우수연기상 | 손 꼭 잡고, 지는 석양을 바라보자 | 후보 |